# Guillaume Berthelot
Pour les articles homonymes, voir Berthelot.
 (février 2020).
Si vous disposez d'ouvrages ou d'articles de référence ou si vous connaissez des sites web de qualité traitant du thème abordé ici, merci de compléter l'article en donnant les références utiles à sa vérifiabilité et en les liant à la section « Notes et références ».
Guillaume Berthelot ou Bertelot (né à Paris vers 1580, selon des sources, entre 1570 et 1583, mort dans la même ville le 30 juin 1648), est un sculpteur français, actif à Rome à la cour de Paul V Borghèse, et à Paris au service de Marie de Médicis et du cardinal de Richelieu.

## Biographie
Il se rend vers 25 ans à Rome (1610-17/18), où il reçoit plusieurs commandes du pape Paul V Borghèse : une Vierge à l'enfant sur la colonne colossale érigée sur le parvis de la basilique Santa Maria Maggiore, et Deux anges en bronze pour la chapelle Pauline à l'intérieur de la basilique, ainsi qu'un Saint Paul pour la loge d'Urbain VIII au palais du Quirinal (et un ange pour la Scala Regia du palais), et un grand Crucifix pour le maître-autel de l'église Santa Maria in Vallicella. Il participe également à la restauration du célèbre Gladiateur Borghèse, qui avait été récemment découvert (Vendue en 1808 à Napoléon, aujourd'hui au Musée du Louvre). 
De retour en France en août 1618, il est nommé sculpteur de la reine-mère Marie de Médicis en 1620. Il est employé par la reine-mère et par Richelieu sur les principaux chantiers décoratifs du temps, grâce au soutien de la reine-mère (comme beaucoup d'artistes, il loge dans une cour du Palais du Luxembourg jusqu'en 1642, avant de s'installer rue Férou) et à l'amitié de l'architecte Jacques Lemercier (qui est témoin lors de son mariage en 1625). Il réalise notamment une trentaine de sculptures pour le palais du Luxembourg et ses jardins : dès 1622, Marie de Médicis lui confie l'exécution de 8 sculptures pour le dôme du pavillon d'entrée du Palais. Le programme, d'abord orienté vers la représentation des grandes reines de l'Histoire (Olympias, Livie, Berthe aux grands pieds, Blanche de Castille...) est par la suite modifié au profit de figures des vertus allégoriques. Berthelot sculpte finalement La Justice, La Charité, La Prudence, La Sagesse, La Force, L'Abondance, La Tempérance, et La Foi. Il sculpte ensuite quatre "Muses" pour la façade de la cour d'honneur : L'Astronomie, La Poésie lyrique, L'Eloquence et L'Histoire. Il sculpte également en 1625 quatre statues, La Force et La Prière (Lèves, hôpital d'Aligre), le Silence (Paris, Jardins du Luxembourg), et la Vigilance (perdue) pour la chapelle de la reine-mère. Il sculpte des Apôtres et des Evangélistes pour l'église de la Sorbonne.
En 1626, il sculpte une première effigie de Louis XIII en Mars, commandé par Richelieu pour le château de Limours, puis une seconde en 1635, pour l'entrée du château de Richelieu, surmontée d'une statue de La Renommée en bronze.
En 1624, il est également chargé de réaliser les ornements de bronze (dont deux anges en bronze doré) pour le maître-autel des Carmélites de l'Annonciation, de Notre-Dame-des-Champs à Paris, sous la direction de Jacques Lemercier. On lui attribue également le buste en marbre de Gaston d'Orléans conservé au Louvre.
Berthelot est également employé pour des travaux de sculpture funéraire. Claude de Cassillac lui commande le tombeau de son époux Charles de Choiseul-Praslin (mort en 1626) pour la cathédrale de Troyes (1628, Troyes, musée des Beaux-Arts). Il réalise en 1633 le priant de Jean-Baptiste Legoux de la Berchère et de son épouse Marguerite Brûlart, pour l'église des Cordeliers de Dijon (aujourd'hui à Dijon, cathédrale Saint-Bénigne). En 1646, la duchesse d'Aiguillon appelle Guillaume Berthelot pour concevoir le futur tombeau du cardinal de Richelieu, mais le sculpteur meurt deux ans plus tard et la duchesse se tourne vers d'autres artistes.

## Œuvres
- Deux anges, bronze, Basilique Sainte-Marie-Majeure
- Statue de la Vierge à l'enfant de la Colonne de la Paix devant la basilique Sainte Marie-Majeure
- Saint Paul, Rome, Palais du Quirinale
- Crucifix, Rome, église Sainte Marie in Vallicella ou Chiesa Nuova
- Les Apôtres et Les Evangélistes, Paris, église de la Sorbonne
- La Prière, vers 1625, Lèves, Fondation d'Aligre et Marie-Thérèse
- La Force, vers 1625, Lèves, Fondation d'Aligre et Marie-Thérèse
- Le Silence, vers 1625, Paris, Jardins du Luxembourg
- Buste de Gaston d'Orléans, vers 1625, marbre, Paris, musée du Louvre (attribué)
- Tombeau de Charles Choiseul-Praslin, 1628, Troyes, musée des Beaux-Arts
- Tombeaux de Jean-Baptiste Legoux de la Berchère et Marguerite Brûlart, 1633, Dijon, cathédrale Saint-Bénigne
- Statue de Louis XIII victorieux, 1635, Poitiers, musée de la Ville de Poitiers et de la Société des Antiquaires de l'Ouest

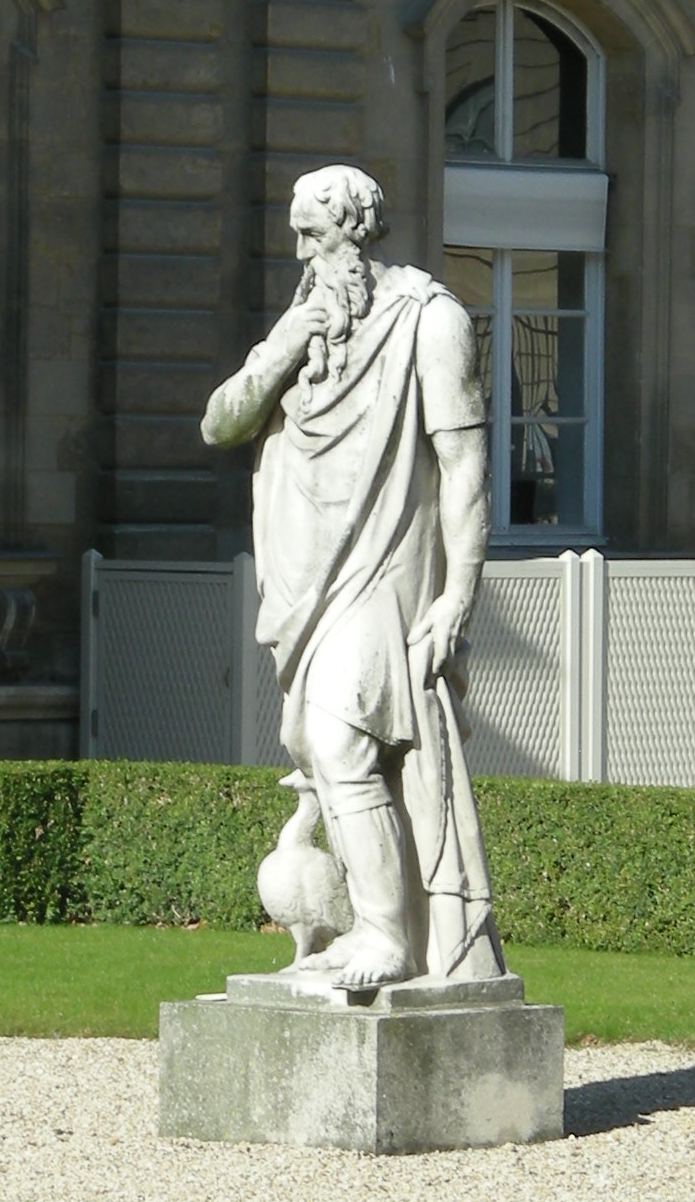
Le Silence, marbre, Paris, Jardins du Luxembourg
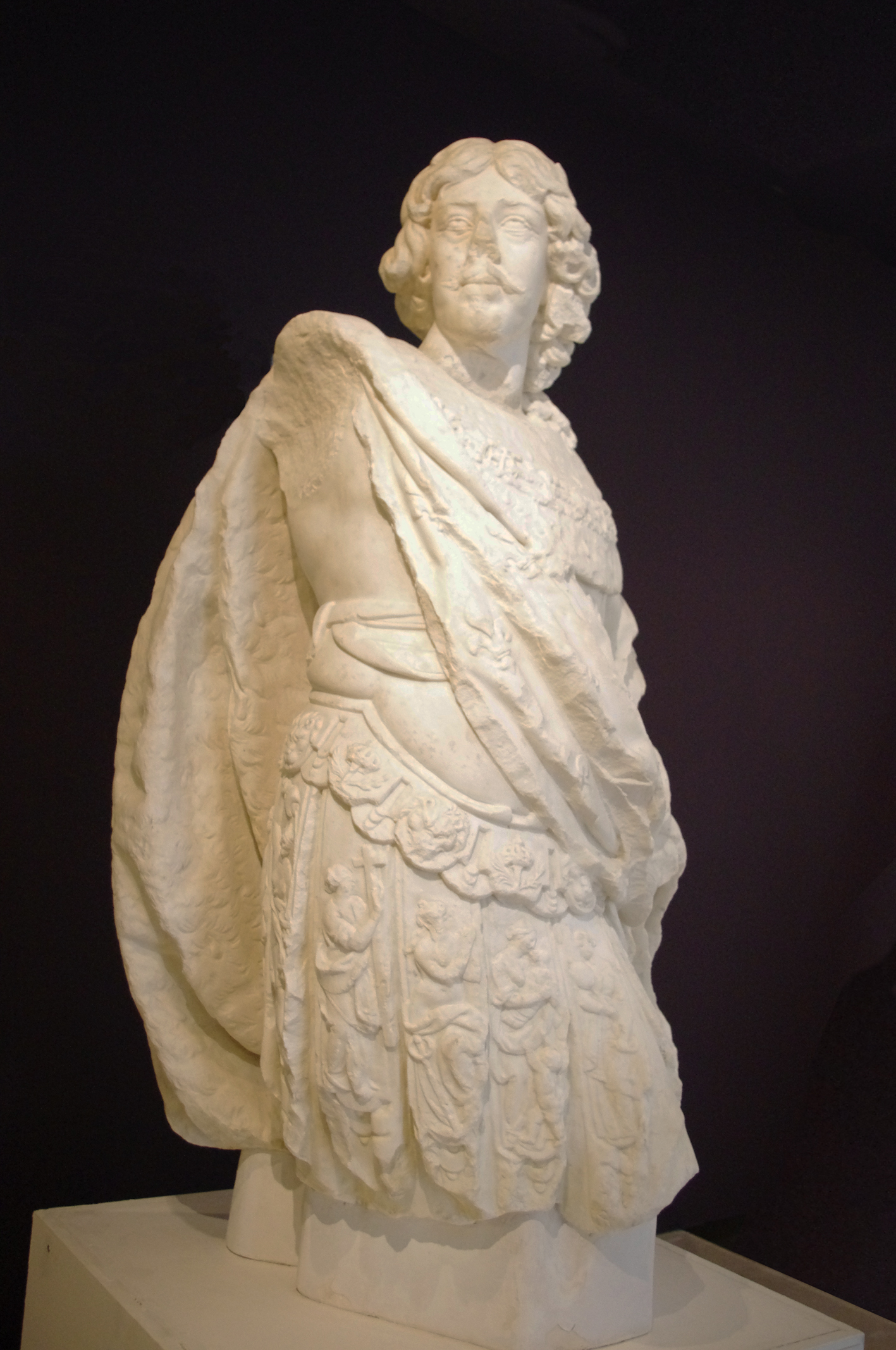
Louis XIII victorieux, 1635, marbre, Poitiers, musée de la Société des Antiquaires de l'Ouest
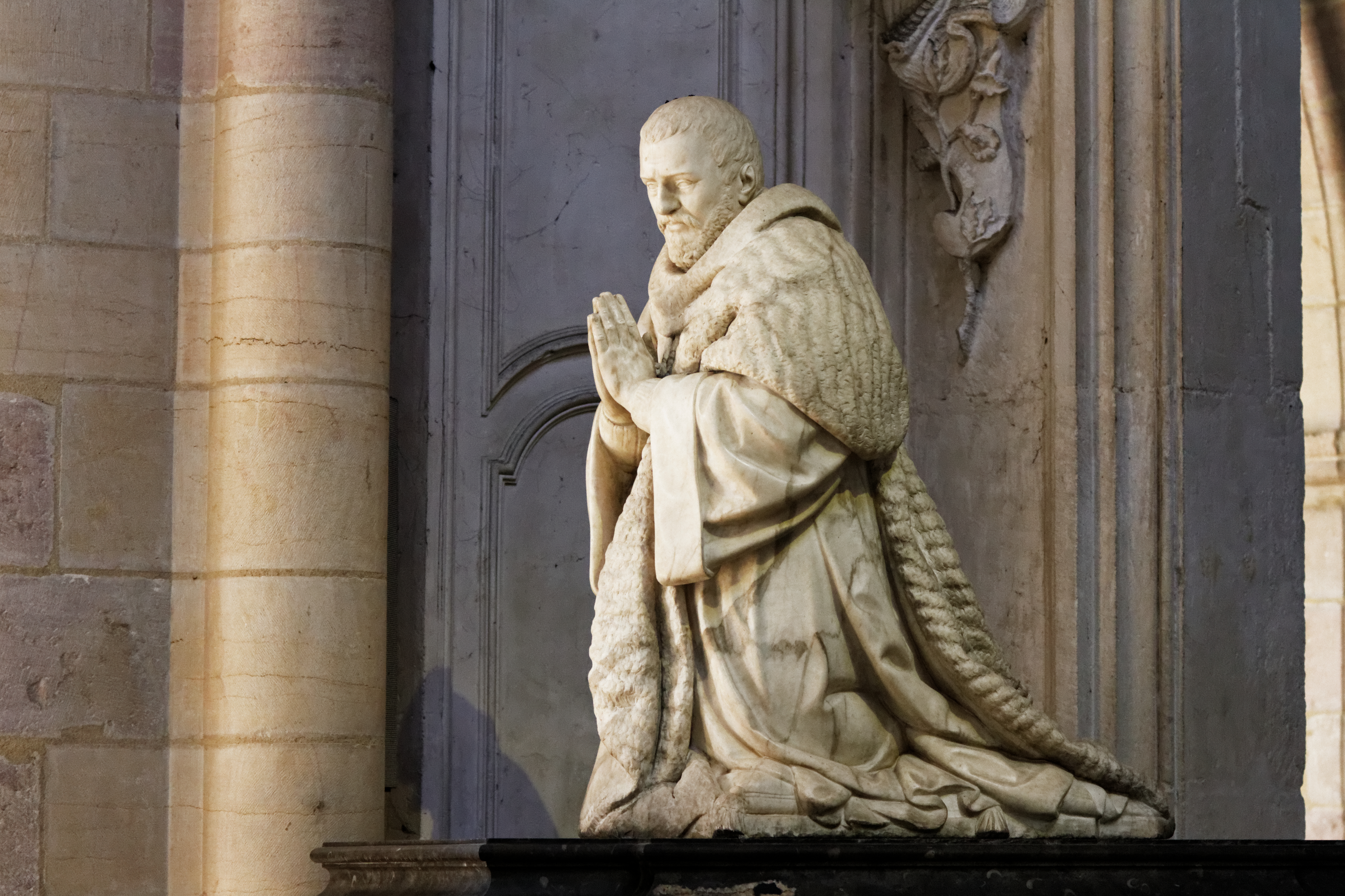
Priant de Jean-Baptiste Legoux de la Berchère, 1633, marbre, Dijon, cathédrale Saint-Bénigne
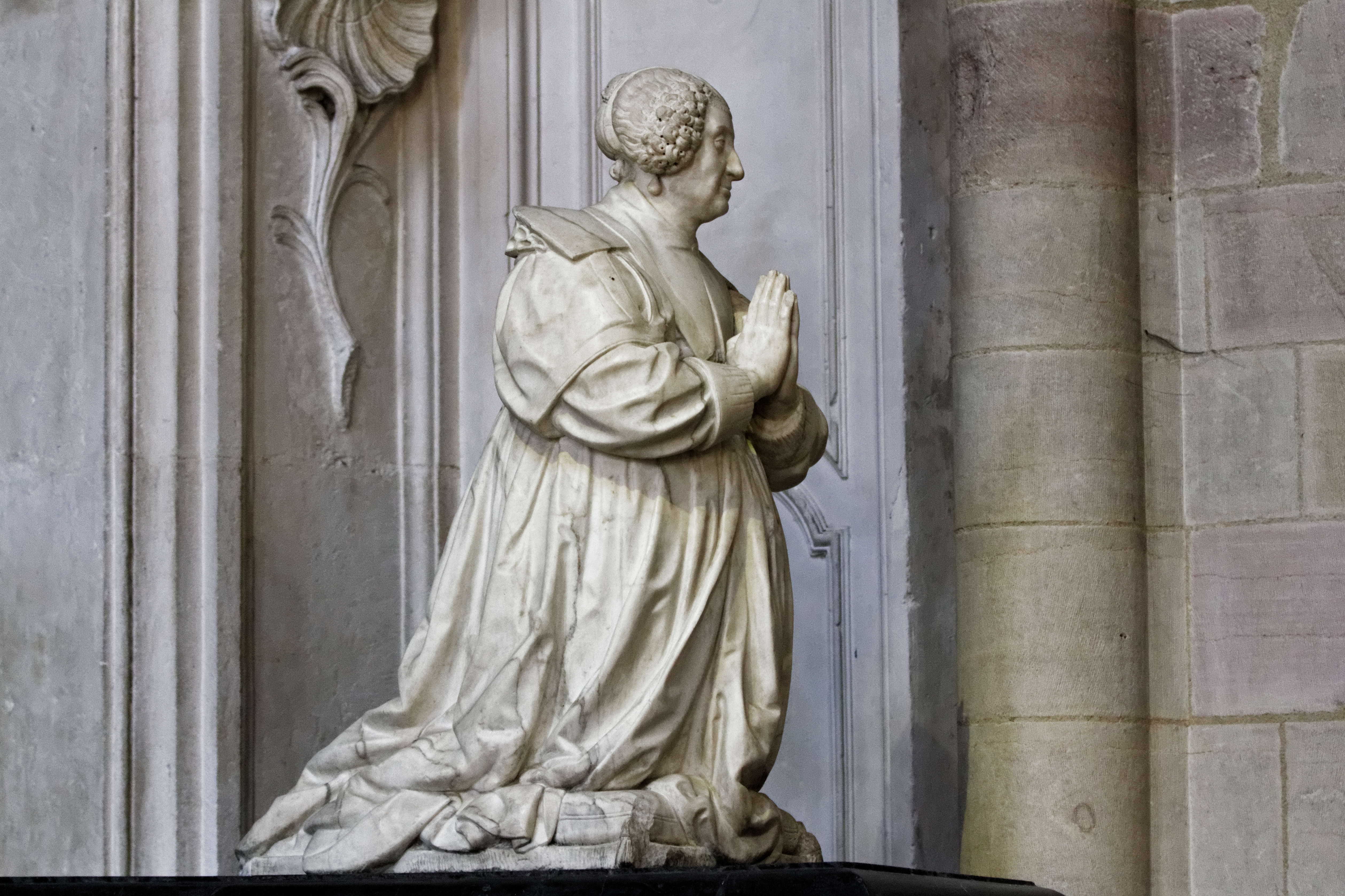
Priant de Marguerite Brûlart, 1633, marbre, Dijon, cathédrale Saint-Bénigne
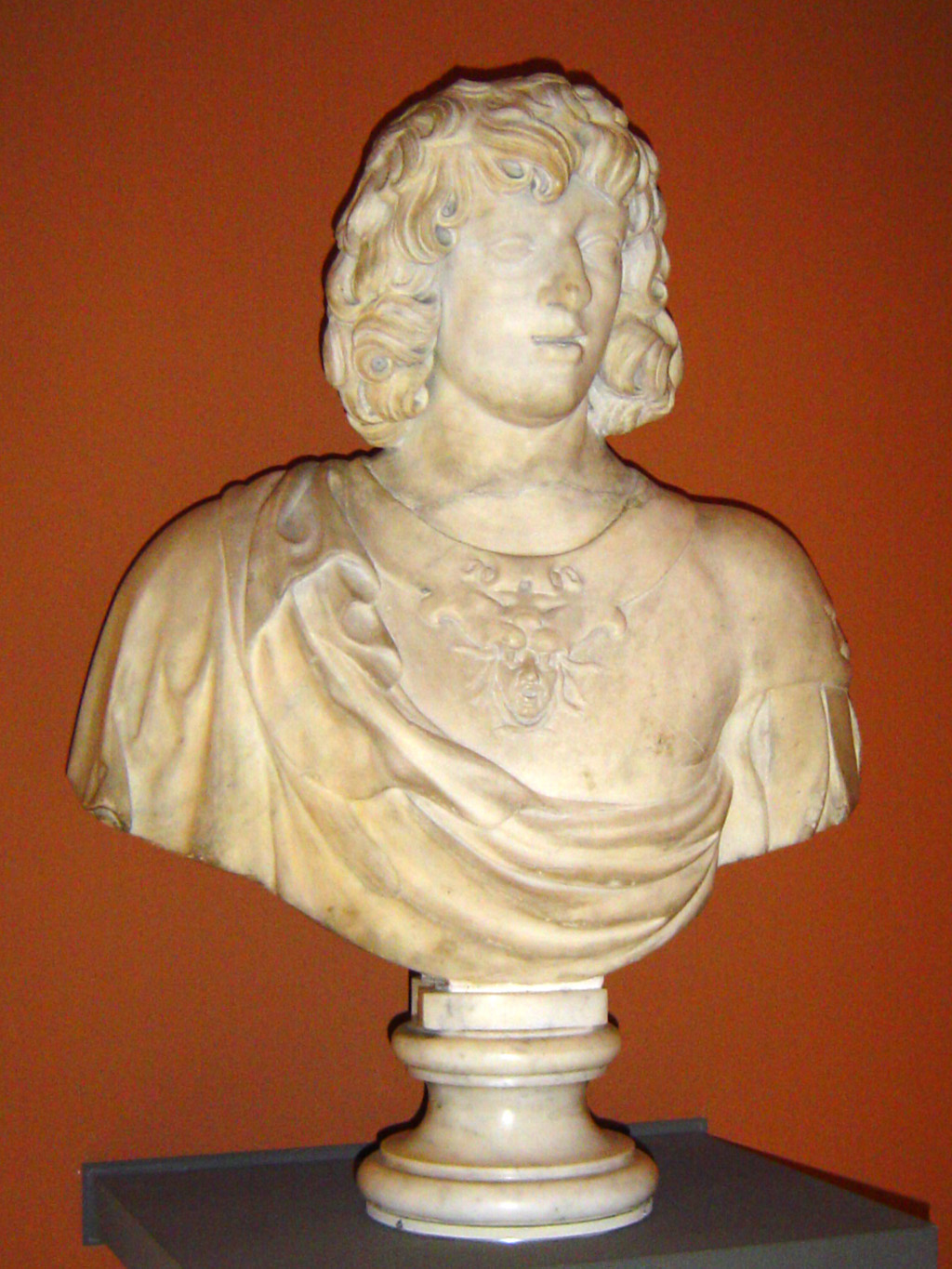
Buste de Gaston d'Orléans, vers 1625, marbre, Paris, musée du Louvre (attribué)